# Бомбардировки на Хамбург
Бомбардировки на Хамбург – големият пристанищен град Хамбург в Германия е бомбардиран многократно от Кралските военновъздушни сили и военновъздушните сили на САЩ по време на Втората световна война. По време на атаките през юли 1943 г. избухва огромен пожар, който причинява смъртта на десетки хиляди души, най-вече цивилни.

## Операция „Гомора“
Битката за Хамбург, носеща кодовото название операция Гомора, е серия от въздушни нападения срещу Хамбург, извършени в края на юли 1943 г. от Кралските военновъздушни сили. В този момент това е най-тежката бомбардировка в историята на въздушните бойни действия. По-късно е наречена германската Хирошима от британските власти.
Операцията е първоначално изготвена от британския министър-председател Уинстън Чърчил с помощта на фелдмаршала от кралските военновъздушни сили Артър Бомбардировачът Харис (известен с фразата, насочена към германците: „Посяха вятър, а ще жънат вихрушка“). Представлява съгласувани действия на Кралските военновъздушни сили, Канадските кралски военновъздушни сили и военновъздушните сили на САЩ, чиято цел е да осигурят непрекъснати бомбардировки над града в продължение на осем дни и седем нощи. Американците извършват дневните нападения, а британците нощните. На 27 май Харис подписва нарежданията за начало на операцията – заповед за бомбардировка №173.
Операцията започва близо два месеца по-късно. На 24 юли, приблизително в 00:57 часа, започва първата бомбардировка и продължава приблизително един час. Втората, дневна бомбардировка е извършена в 14:40 часа. Третата, сутринта на 26 юли. Нощната атака от 26 юли започва в 00:20 и е доста лека поради силната гръмотевична буря и силни ветрове над Северно море, които принуждават известна част от екипажите да изхвърлят експлозивната част от бомбените товари. Докладвани са едва два хвърлени бомбени товара. Действията от тази вечер често не се включват, когато се изброява общият брой атаки по време на операция Гомора. През деня на 27 юли не е извършвана бомбардировка.
През нощта на 27 юли, скоро след полунощ, 739 самолета вземат участие в бомбардировката на Хамбург. Няколко фактора допринасят за последвалите огромни разрушения: необичайно сухото и топло време, концентрацията на нападението срещу един район и невъзможността на пожарникарите да достигнат основните огнища. Високоексплозивните бомби, известни като Бисквитки, използвани в началните етапи на бомбардировката им попречват да достигнат до центъра от периферията на града, където работят по разчистване на разрушенията, понесени на 24 юли. В резултат на това се образува огнена буря (на немски: Feuersturm), ветрове достигащи скорост от 240 км/ч и температура от 800 °C. Асфалтът се запалва, а хората в близките противовъздушни скривалища умират от високата температура. Изгорени са около 21 км2 от града. По-голяма част от хората (около 40 хил.) загинали по време на операция Гомора, умират през тази нощ.
През нощта на 29 юли Хамбург е атакуван отново от повече от 700 самолета. На 3 август е извършено последното нападение част от операция Гомора.
По време на операция Гомора умират над 50 хиляди души, а още един милион остават бездомни. Използвани са приблизително 3000 самолета, хвърлени са над 9000 тона бомби и са унищожени 250 хил. къщи. Никоя от следващите цели на Съюзниците не е бомбардирана като Хамбург. Документи сочат, че германските управляващи са силно обезпокоени. По-късно разпити на високопоставени чиновници показват, че Хитлер счита, че подобни бомбардировки могат да принудят Германия да се предаде. До края на Втората световна война Хамбург е бомбардиран още 69 пъти.
Кралските военновъздушни сили губят 12 бомбардировача през първия ден на атаката. През войната над Хамбург са загубени общо 440 бомбардировача.

## Времева линия на въздушните нападения
Бомбардировки над Хамбург:

### 1939 – 1941
- През нощта между 10 и 11 септември 1939 г.: 10 самолета разпръскват листовки.
- През нощите между 15 и 16 ноември, и 16 и 17 ноември 1940 г.: Тежки бомбардировки извършени от над 200 самолета. През първата нощ целта е пристанището Блом и Вос. В резултат започват над 60 пожара. През втората нощ само 60 самолета откриват целта и пораженията са по-малки. Нападението е извършено едва 24 часа след голямото въздушно нападение на Луфтвафе срещу Ковънтри, през нощта на 14 срещу 15 ноември 1940 г. Въпреки че двете бомбардировки често се разглеждат като отмъщение, е малко вероятно те да са планирани в рамките на 24 часа.
- През нощта между 12 и 13 март 1941 г.: Тежки бомбардировки над Хамбург, Бремен и Берлин от общо 257 самолета.
- През нощта между 13 и 14 март 1941 г.: Убити са 51 души, най-големият брой дотогава.
- Април 1941 г.: През този месец Хамбург е основна цел.
- Май 1941 г.: Хамбург е бомбардиран няколко пъти през този месец. Нападенията обикновено включват около 100 бомбардировача.
- През нощта между 11 и 12 май 1941 г.: Тежка бомбардировка от 92 самолета.
- През нощта между 27 и 28 юни 1941 г.: Нападение срещу Бремен, но голяма част от бомбите падат на Хамбург – грешка от 50 мили. 11 от 35 бомбардировача са свалени от нощни изтребители.

### 1942
- През нощта между 14 и 15 януари 1942 г.: Тежка бомбардировка от 95 самолета. Само 48 от тях твърдят, че са бомбардирали Хамбург. Уцелена е станция Алтона, избухват 12 пожара, седем от които големи. Шест души са убити, а 22 са ранени. Не са загубени самолети.
- През нощта между 15 и 16 януари 1942 г.: Тежка бомбардировка от 96 самолета. 52 от тях твърдят, че са бомбардирали успешно Хамбург. 36 пожара, три от тях големи, трима убити и 25 ранени. Свалени са 11 бомбардировача.
- През нощта между 17 и 18 януари 1942 г.: Бремен е основната цел на 83 самолета, а Хамбург е второстепенна цел. В резултат на бомбардировките започват 11 пожара, умират петима и са ранени 12 души в Хамбург. Свалени са четири бомбардировача.
- През нощта между 16 и 17 февруари 1942 г.: Нападение от един или два бомбардировача. Няма точно данни.
- През нощта между 8 и 9 април 1942 г.: Най-голямото нападение дотогава срещу единична цел. В него участват 272 самолета. Считано е за провал. Загиват 17 души, а 119 са ранени. Свалени са пет самолета.
- През нощта между 17 и 18 април 1942 г.: Тежка бомбардировка, извършена от 173 самолета. Избухват 75 пожара, 33 от които са класифицирани като големи. Убити са 23 души, а ранените са 66. Свалени са осем самолета.
- През нощта между 3 и 4 май 1942 г.: Нападение от 81 самолета, изпратени на 100-тната годишнина от големия пожар в Хамбург. Оценява се, че 53 самолета изхвърлят бомбите си над целта. Избухват 113 пожара, 57 от които големи. 77 души са убити, 243 ранени и 1624 остават бездомни. Свалени са пет самолета.
- През нощта между 26 и 27 юли 1942 г.: Тежка бомбардировка, извършена от 403 самолета. Широкомащабни поражения, най-вече в жилищни и търговски райони, вместо доковете и индустриалните зони. Започват най-малко 800 пожара, 523 от които големи. 823 къщи са унищожени, а повече от 5000 са повредени. В резултат над 14 хил. души остават без дом. 337 души са убити, а 1027 са ранени. Свалени са 29 самолета или 7,2% от атакуващите сили.
- През нощта между 28 и 29 юли 1942 г. Тежка бомбардировка, извършена от 256 самолета. Поради лошото време едва 68 хвърлят бомбените си товари над целта. Избухват 56 пожара, 15 от които големи. 13 души са убити, а 48 са ранени. Загубите възлизат на 15,2% от атакуващите сили.
- През деня на 3 август 1942 г.: Малко нападение от 10 самолета.

- През деня на 18 август 1942 г.: Нападение от един самолет Москито.
- През деня на 19 септември 1942 г.: Нападение от два самолета Москито.
- През нощта между 13 и 14 октомври 1942 г.: Второстепенна цел. Избухват два големи пожара. 8 души са убити и 43 са ранени.
- През нощта между 9 и 10 ноември 1942 г.: Тежки бомбардировки, извършени от 213 самолета. Избухват 26 пожара, 23 от които големи. 3 души са убити, а 16 са ранени. Свалени са 15 самолета, 7% от атакуващите сили.

### 1943
- През нощта между 30 и 31 януари 1943 г.: Нападение, извършено от 148 самолета. Това е първата атака, при която се използва радар H2S. Използването му е неуспешно и бомбите са разпръснати. Избухват 119 пожара, от които 71 големи. 58 души са убити, а 164 са ранени. 5 самолета са свалени, 3,4% от атакуващите сили.
- През нощта между 3 и 4 февруари 1943 г.: Тежка бомбардировка, извършена от 263 самолета. Лошото време принуждава много от тях да се върнат. Нанесените на града щети са малки. 16 бомбардировача са свалени, по-голямата част от които от нощни изтребители.
- През нощта между 3 и 4 март 1943 г.: Тежка бомбардировка, извършена от 417 самолета. Патфайндърите от Кралските военновъздушни сили маркират грешна цел, след като объркват кални насипи с пристанищните докове. Голяма част от бомбите падат на 13 мили от центъра на Хамбург, край малкия град Ведел и нанасят значителни щети. Бомбите, които падат над Хамбург, причиняват 100 пожара, убиват 27 души и раняват 95. Загубени са десет 10 самолета.
- През нощта на 13 срещу 14 април 1943 г.: Малко нападение от два самолета Москито.
- През нощта на 26 срещу 27 юни 1943 г.: Малко нападение от четири самолета Москито.
- През нощта на 28 срещу 29 юни 1943 г.: Малко нападение от четири самолета Москито.
- През нощта на 3 срещу 4 юли 1943 г.: Малко нападение от четири самолета Москито.
- През нощта на 5 срещу 6 юли 1943 г.: Малко нападение от четири самолета Москито.
- През нощта на 24 срещу 25 юли 1943 г.: Тежка бомбардировка, извършена от 791 самолета, дава начало на битката за Хамбург. Като защита от германските нощни изтребители, насочвани чрез радар, за първи път се използва антирадарно средство, наречено Уиндоу. В хубавото време визуалните и H2S маркерите са точни. 728 самолета хвърлят бомбените си товари в рамките на 50 минути. По-малко от половината бомбардират в рамките на три мили от центъра на града, основната част от бомбите падат в район с дължина от шест мили. Поразени са централните и северозападни райони, най-вече Алтона, Аймсбютел и Хоелуфт. Кметството, църквата „Св. Николай“, главното полицейско управление, главната телефонна станция и зоологическата градина Хагенбек са сред най-добре познатите обекти, които трябва да бъдат унищожени. Около 1500 души са убити. Радионавигационната система Обое позволява по-добро концентриране на хвърлените бомби. Благодарение на Уиндоу са свалени само 12 самолета.
- През нощта между 25 и 26 юли 1943 г.: Нападение за отвличане на вниманието, осъществено от шест самолета Москито.
- През нощта между 26 и 27 юли 1943 г.: Малко нападение, осъществено от шест самолета Москито.
- През нощта между 27 и 28 юли 1943 г.: Тежка бомбардировка, извършена от 787 самолета, насочвани от Патфайндъри, използващи H2S. Бомбите падат на две мили източно от центъра на града. Поради необикновено сухото време се образува огнена буря в кварталите на средната класа – Хамербрук, Хам, Брогфелд и Ротенбургсорт. Бомбардировките на Кралските военновъздушни сили са по-концентрирани от обикновено. В рамките на час и половина е оценено, че 550 – 600 бомбени товара падат в район от две на една мили, след което пожарът се разпространява на изток. Огнената буря продължава три часа, поглъща около 16 хил. многоетажни сгради и убива около 40 хил. души. Повечето от тях загиват от отравяне с въглероден оксид, след като въздухът в укритията им се изчерпва. Под страх от други бомбардировки, две трети от населението на Хамбург, приблизително 1,2 млн. души, напускат града.
- През нощта между 28 и 29 юли 1943 г.: Малко нападение, осъществено от четири самолета Москито.
- През нощта между 29 и 30 юли 1943 г.: Тежка бомбардировка, извършена от 787 самолета, насочвани от Патфайндъри, използващи H2S. Планът включва бомбардиране на незасегнатите северни предградия. Но грешка в определяне на местоположението води до бомбардиране на район на север от унищожения преди три нощи район. Жилищните квартали Вандсбек и Бармбек, както и части от Уленхорст и Винтеруде са силно повредени и избухват пожари. 28 самолета са свалени.
- През нощта между 2 и 3 август 1943 г.: Голямо нападение, извършено от 740 самолета в посока Хамбург, но лошото време принуждава много от тях да се върнат, а други бомбардират второстепенни цели. Едва няколко бомбардировача достигат Хамбург. Свалени са 30 самолета.
- През нощта между 22 и 23 август 1943 г.: Нападение за отвличане на вниманието, осъществено от шест самолета Москито.
- През нощта между 5 и 6 ноември 1943 г.: Хамбург и други градове са атакувани от общо 26 самолета Москито.

### 1944
- През нощта между 1 и 2 януари 1944 г.: Нападение за отвличане на вниманието, осъществено от 15 самолета Москито.
- През нощта между 11 и 12 март 1944 г.: Малко нападение, осъществено от 20 самолета Москито.
- През нощта между 6 и 7 април 1944 г.: Малко нападение, осъществено от 35 самолета Москито. Един от тях е свален.
- През нощта между 26 и 27 април 1944 г.: Нападение за отвличане на вниманието, осъществено от 16 самолета Москито.
- През нощта между 28 и 29 април 1944 г.: Малко нападение, осъществено от 26 самолета Москито.
- През нощта между 22 и 23 юни 1944 г.: Нападение за отвличане на вниманието, осъществено от 29 самолета Москито.
- През нощта между 22 и 23 юли 1944 г.: Нападение за отвличане на вниманието, осъществено от 26 самолета Москито. Един от тях е свален.
- През нощта между 26 и 27 юли 1944 г.: Нападение за отвличане на вниманието, осъществено от 30 самолета Москито. Един от тях е свален.
- През нощта между 29 и 30 юли 1944 г.: Тежка бомбардировка, извършена от 307 самолета. Нападението е неуспешно, бомбите са разпръснати, а германските източници оценяват, че едва 120 самолета хвърлят товара си над града. 22 самолета са свалени, най-вече от нощни изтребители.
- През нощта между 26 и 27 август 1944 г.: Нападение за отвличане на вниманието, осъществено от 13 самолета Москито.
- През нощта между 29 и 30 август 1944 г.: Нападение за отвличане на вниманието срещу пет града, осъществено от 53 самолета Москито.
- През нощта между 6 и 7 септември 1944 г.: Малко нападение, осъществено от 32 самолета Москито.
- През нощта между 26 и 27 септември 1944 г.: Нападение за отвличане на вниманието, осъществено от 6 самолета Москито.
- През нощта между 30 и 1 октомври 1944 г.: Малко нападение, осъществено от 46 самолета Москито.
- През нощта между 12 и 13 октомври 1944 г.: Нападение, осъществено от 52 самолета Москито. Един от тях е свален.
- През нощта между 30 и 1 декември 1944 г.: Нападение за отвличане на вниманието, осъществено от 53 самолета Москито.
- През нощта между 11 и 12 декември 1944 г.: Малко нападение, осъществено от 28 самолета Москито.
- През нощта между 27 и 28 декември 1944 г.: Малко нападение, осъществено от 7 самолета Москито.

### 1945
- През нощта между 16 и 17 януари 1945 г.: Нападение за отвличане на вниманието, осъществено от 9 самолета Москито.
- През нощта между 8 и 9 март 1945 г.: Тежка бомбардировка, извършена от 312 самолета. Целта са подводници тип 21, строени в пристанището на Хамбург. Облачното време ограничава нанесените повреди. Свален е един самолет.
- През нощта между 21 и 22 март 1945 г.: Нападение, извършено от 159 самолета. Целта е рафинерията „Ердьолверке“, която спира производство до края на войната. Свалени са четири самолета.
- През нощта между 30 и 31 март 1945 г.: Нападение, осъществено от 43 самолета Москито.
- През деня на 31 март 1945 г.: Тежка бомбардировка, извършена от 469 самолета. Целта е пристанището Блом и Вос и строящите се подводници тип 21. Облачното време предотвратява сериозни повреди на целта, но такива са нанесени на къщи, фабрики, електропреносната мрежа и комуникациите в голяма част от Южен Хамбург. 11 самолета са свалени от германски изтребители.
- През нощта между 2 и 3 април 1945 г.: Нападение, осъществено от един самолет Москито.
- През деня на 8 април 1945 г.: Военновъздушните сили на САЩ бомбардират пристанището.
- През нощта между 8 и 9 април 1945 г.: Тежка бомбардировка, извършена от 440 самолета. Целта отново е пристанището, но частична облачност води до разпръскване на бомбите. Нанесени са известни щети, но не е ясно дали отговорни за това са американците или британците.
- През деня на 9 април 1945 г.: 57 Авро Ланкастъри от 5-а група на Кралските военновъздушни сили атакуват цистерни за съхраняване на нефт (40 бомбардировача) и укритията на подводниците (17 бомбардировача от 617-и ескадрон Унищожителите на язовири) с Grand Slam и Tallboy бомби. И двете атаки са успешни. Два бомбардировача Ланкастър са свалени.
- През нощта между 9 и 10 април 1945 г.: Нападение за отвличане на вниманието, осъществено от 24 самолета Москито.
- През нощта между 13 и 14 април 1945 г.: Нападение за отвличане на вниманието, осъществено от 87 самолета Москито.

## Равносметка

### Градски пейзаж
Напълно унищоженият квартал Хамербрук не е възстановен като жилищен, а като търговски район. Съседният квартал Ротенбургсорт е споходен от същата съдба. Само малка част от къщите са възстановени. Подземната линия, която ги свързва с централната спирка, също не е възстановена.
В другите жилищни райони голяма част от къщите са възстановени над улиците. Хълмовете на парк Öjendorfer са оформени от останките на унищожените къщи.

### Мемориали
Няколко мемориала в Хамбург напомнят за въздушните нападения през Втората световна война:
- Готическата църква „Свети Николай“, унищожена частично по време на бомбардировките е превърната в антивоенен мемориал. Върхът на църквата, използван от пилотите на бомбардировачи за ориентир, оцелява при атаките.
- Мемориалът на Хамбургерщрасе – мемориал посветен на тези, които загиват в убежището под универсалния магазин Карщадт, на ъгъла на

Desenißstrasse/Хамбургерщрасе. Магазинът е уцелен от бомба през нощта на 30 юли. Хората в убежището умират от горещина и отравяне с въглероден окис.
- Жертвите на въздушните нападения са погребани в масови гробове в гробището Олсдорф. Мемориалът Преминаването на Стикс от Жерард Маркс, разположен в центъра, показва Харон, превозващ млада двойка, майка с дете, мъж и отчаян човек над река Стикс.
- След Втората световна война, много къщи са възстановени, а на тях е поставена мемориална плоча с надпис Унищожена през 1943 г. – Възстановена, за да напомнят за унищоженията през юли 1943 г.